# 石莲
石莲为景天科石莲属下的一个种，又称印度石莲花、蛇舌莲，作为多肉植物常以因地卡之名售卖。為二年生草本，茎高15—50公分。基生叶呈莲座状排列，葉形匙状矩圆形，肉质肥厚，长3—7公分，宽1—1.8公分，先端渐尖，茎生叶与基生叶相似但较小。花為顶生繖房花序，长宽约5—10厘米，花瓣粉红色且前端反捲，果實為蓇葖果。分布於中國西藏、云南、四川、贵州、湖北、湖南與陕西等省和尼泊尔、印度與不丹亦有。广西民间有將石莲作药用，具活血散瘀，止血生肌作用，治疗跌打、刀伤。